# Number Ten
Number Ten is het tiende studioalbum van de Brit Guy Manning. Het verscheen onder de bandnaam Manning. Number 10 verwijst uiteraard naar nummer 10 in de serie, maar ook naar de hoes, waarop het beroemdste nummer 10 is afgebeeld. Muziekmaatje Andy Tillison van The Tangent is ook weer van de partij en co-produceerde het album.

## Musici
- Guy Manning – alle muziekinstrumenten

met:
- Laura Fowles – altsaxofoon, zang
- David Million – gitaar
- Kris Hudson Lee- basgitaar
- Julie King – zang op Valentine’s Night
- Ian Fairburn – viool
- Phil Wilkes – toetsinstrumenten
- Danny Rhodes – aanvullend slagwerk
- Kev Currie, Hannah Hudson Lee – achtergrondzang
- Andy Tillison – toetsinstrumenten en percussie
- Steve Dundon – dwarsfluit, tenorsaxofoon
- Pav Chana – percussie
- Ed Neilhardt – sopraansaxofoon, basklarinet

## Composities
Allen van Manning, behalve waar aangegeven:
1. Ships (05:34)
2. The Final Chapter (07:44)
3. An Ordinary Day (06:03)
4. Bloody Holiday! (05:51)
5. Valentine's Night (06:17)
6. A Road Less Travelled (10:34)
7. Another Lazy Sunday (05:25)
8. The House On The Hill (15:52) (Manning / Tillison)